# Dikaja

Położenie Dikai w północno-zachodniej części Półwyspu Chalcydyckiego

Dikaja (gr. Δίκαια; łac. Dicaea) – kolonia Eretrii na wybrzeżu Macedonii. 
Założona około roku 730 p.n.e. jako usytuowane nad zatoką miasto portowe. W V wieku p.n.e. należała do Związku Morskiego (Delijskiego), wymieniana na listach trybutowych. W 432 p.n.e. zbuntowała się przeciw Ateńczykom, jednakże w IV w. p.n.e. ponownie była członkiem drugiego ateńskiego Związku Morskiego.
Starożytni autorzy umiejscowiali Dikaję nad jeziorem Bistonis, na ziemi trackich Bistonów, co podaje Strabon (Geografia VII, fr. 43); wspomina o niej też m.in. Herodot (Dzieje VII, 109) i Pliniusz (Historia naturalna IV, 18), który wymienia ją w pobliżu Thermy (późniejsza Tessalonika). Wydaje się, iż miasto wcześnie uległo upadkowi.
Odkryta w 2001 r. inskrypcja pozwoliła je zlokalizować na terenie współczesnej miejscowości Nea Kallikrateia w pobliżu Epanome.